# Raúl Noriega
Raúl Alfredo Noriega (Guayaquil, 4 gennaio 1970) è un ex calciatore ecuadoriano, di ruolo difensore. Ha giocato per la nazionale di calcio dell'Ecuador per 9 anni, mettendo a referto 27 presenze.

## Carriera

### Club
Ha giocato per il Barcelona Sporting Club per quasi 400 partite, con due sole esperienze fuori dalla società di Guayaquil; il Boca Juniors in Argentina e al Deportivo Cuenca.

### Nazionale
Dal 1988 al 1997 ha fatto parte della nazionale di calcio dell'Ecuador, giocandovi ventisette partite e partecipando a quattro edizioni della Copa América